# Sathodrilus rivigeae
Sathodrilus rivigeae är en ringmaskart som beskrevs av Holt 1988. Sathodrilus rivigeae ingår i släktet Sathodrilus och familjen Cambarincolidae. Inga underarter finns listade i Catalogue of Life.